# Alexander Bako
Alexander Bako,  född 29 augusti 1885 i Znaim, Mähren, död 20 november 1960 i Huddinge, var en svensk teaterdekorationsmålare.
Bakos föräldrar flyttade från Ungern till Mähren där Bako föddes. Han studerade måleri i Wien och Budapest. Han flyttade till Sverige 1915. Han arbetade första tiden som dekoratör inom filmindustrin, bland annat ritade han spökkärran som används i Victor Sjöströms inspelning av Selma Lagerlöfs Körkarlen. Han anställdes därefter som dekorationsmålare av Albert Ranft för de Ranftiska teatrarna i Stockholm. Bland hans offentliga arbeten märks delar av inredningen till Tyrolerrestaurangen på Gröna Lund.

## Filmografi
- 1919 – Herr Arnes pengar
- 1920 – Klostret i Sendomir
- 1921 – Vallfarten till Kevlaar
- 1921 – Körkarlen
- 1922 – Vem dömer

## Teater

### Scenografi (ej komplett)
| År   | Produktion                                         | Upphovsmän | Regi             | Teater                  |
| ---- | -------------------------------------------------- | --- | ---------------- | ----------------------- |
| 1923 | Greven av Luxemburg Der Graf von Luxemburg         | Franz Lehár, Alfred Maria Willner och Robert Bodansky                                                           | Nils Johannisson | Oscarsteatern           |
| 1923 | Katja Katja, die Tänzerin                          | Jean Gilbert, Leopold Jacobson och Rudolph Österreicher                                                         | Nils Johannisson | Oscarsteatern           |
| 1923 | Gri-Gri                                            | Paul Lincke, Heinrich Bolten-Baeckers och Jules Chancel Översättning Oscar Ralf                                 | Elvin Ottoson    | Oscarsteatern           |
| 1924 | Operettprinsessan Die schönste der Frauen          | Richard Kessler, Will Steinberg och Walter Brommé                                                               | Nils Johannisson | Oscarsteatern           |
| 1925 | Orloff                                             | Ernst Marischka och Bruno Granichstaedten                                                                       | Nils Johannisson | Oscarsteatern           |
| 1925 | Julstjärnan Reisen til Julestjernen                | Sverre Brandt och Johan Halvorsen Översättning Nils Johannisson                                                 | Nils Johannisson | Oscarsteatern           |
| 1926 | Hollandsflickan                                    | Leo Stein, Béla Jenbach och Emmerich Kálmán                                                                     | Oskar Textorius  | Oscarsteatern           |
| 1930 | Tack doktorn, jag vet redan Die Frau ohne Kuß      | Walter Kollo och Richard Kessler                                                                                | Elis Ellis       | Odeonteatern, Stockholm |
| 1931 | Fågelhandlaren Der Vogelhändler                    | Carl Zeller, Moritz West och Ludwig Held                                                                        | Oskar Textorius  | Odeonteatern, Stockholm |
| 1931 | Viktorias husar Viktoria und ihr Husar             | Paul Abraham, Emmerich Földes, Alfred Grünwald och Fritz Löhner-Beda Översättning Nalle Halldén och S.S. Wilson | Oskar Textorius  | Odeonteatern, Stockholm |
| 1931 | Violen från Montmartre Das Veilchen vom Montmartre | Emmerich Kálmán, Julius Brammer och Alfred Grünwald                                                             | Oskar Textorius  | Odeonteatern, Stockholm |
| 1932 | Blomman från Hawaii Die Blume von Hawaii           | Paul Abraham, Alfred Grünwald och Fritz Löhner-Beda                                                             | Oskar Textorius  | Odeonteatern, Stockholm |
| 1933 | Midnattstango Éjféli tangó                         | Karl Komjáti, Stefan Békeffi och László Vadnai                                                                  | Oskar Textorius  | Odeonteatern, Stockholm |